# Csugar (przystanek kolejowy)
Csugar (węg. Csugar megállóhely) – stacja kolejowa w Mezőtúr, w komitacie Jász-Nagykun-Szolnok, na Węgrzech. 
Stacja obsługuje wyłącznie pociągi regionalne. 

## Linie kolejowe
- Linia 120 Budapest – Újszász – Szolnok – Lőkösháza